# Хаммам-еш-Шот
Хаммам-еш-Шот (араб. حمام الشط) — місто в Тунісі. Входить до складу вілаєту Бен-Арус. Станом на 2004 рік тут проживало 24 847 осіб.